# Danh sách tập phim Dragon Ball Super

Ảnh minh họa

Dragon Ball Super là anime Nhật Bản sản xuất bởi Toei Animation bắt đầu phát sóng từ 5 tháng 7 năm 2015 trên Fuji TV. Đây là phim nối tiếp những diễn biến tiếp theo sau trận chiến với Ma nhân Buu ở phần phim Dragon Ball Kai. Ca khúc chủ đề mở đầu phim là "Chōzetsu☆Dynamic!" (超絶☆ダイナミック！ "Excellent Dynamic!") do Yoshii Kazuya của The Yellow Monkey trình bày. Ca khúc kết thúc 12 tập đầu là "Hello Hello Hello" (ハローハローハロー Harō Harō Harō) do ban nhạc rock Good Morning America trình bày. Ca khúc kết thúc từ tập 13 đến 25 là "Starring Star" (スターリングスター Sutāringu Sutā) của Key Talk. Ca khúc thứ ba từ tập 26 đến 36 là "Usubeni" (薄紅 "Light Pink") của Lacco Tower. Ca khúc thứ tư dùng từ tập 37 đến 49 là "Forever Dreaming" của Czecho No Republic. Từ tập 50 trở đi bài "Yokayoka Dance" (よかよかダンス Yokayoka Dansu, "It's Fine Dance") của nhóm thần tượng Batten Shōjo-tai được sử dụng làm ca khúc kết thúc. Tại Việt Nam loạt phim được phát sóng trên kênh HTV3 - DreamsTV kể từ ngày 20 tháng 7 năm 2020 từ tập 01 đến tập 67.

## Danh sách tập

### Mùa 1: Trận chiến giữa các vị thần (1-17)
| #  | Tên tập phim | Ngày phát sóng gốc   | Ngày phát sóng tiếng Việt |
| -- | --- | -------------------- | ------------------------- |
| 1  | "Phần thưởng cho hòa bình! Ai sẽ nhận được 100 triệu Zeni?" "Heiwa no hōshū - ichioku Zenī wa dare no te ni!?" (平和の報酬 1億ゼニーは誰の手に!?)                                                     | 5 tháng 7 năm 2015   | 20 tháng 7 năm 2020       |
| 2  | "Thực hiện lời hứa! Chuyến du lịch của gia đình Vegeta!" "Yakusoku no rizōto e! Bejīta ga kazoku ryokō!?" (約束のリゾートへ! ベジータが家族旅行!?)                                                    | 12 tháng 7 năm 2015  | 21 tháng 7 năm 2020       |
| 3  | "Điểm đến của giấc mơ là ở đâu? Tìm kiếm Siêu Thần Saiyan!" "Yume no tsuzuki wa doko da!? Sūpā Saiya-jin Goddo o sagase!" (夢の続きはどこだ!? 超サイヤ人ゴッドを探せ!)                                | 19 tháng 7 năm 2015  | 22 tháng 7 năm 2020       |
| 4  | "Chiếm đoạt Ngọc Rồng! Kế hoạch vĩ đại của băng nhóm Pilaf!" "Mezase Doragon Bōru! Pirafu ichimi no dai-sakusen!" (目指せドラゴンボール! ピラフ一味の大作戦!)                                         | 2 tháng 8 năm 2015   | 23 tháng 7 năm 2020       |
| 5  | "Trận quyết chiến tại hành tinh của Thần Vũ Trụ! Goku và Thần Hủy Diệt Beerus!" "Kaiō-sei no kessen! Gokū VS Hakaishin Birusu" (界王星の決戦! 悟空VS破壊神ビルス)                                     | 9 tháng 8 năm 2015   | 24 tháng 7 năm 2020       |
| 6  | "Đừng làm Thần hủy diệt tức giận! Bữa tiệc sinh nhật đáng sợ!" "Hakaishin o okoraseru na! Doki-doki tanjō pātī" (破壊神を怒らせるな! ドキドキ誕生パーティー)                                          | 16 tháng 8 năm 2015  | 27 tháng 7 năm 2020       |
| 7  | "Sao ngươi dám đụng vào Bulma! Cơn thịnh nộ của Vegeta!" "Yokumo ore no Buruma o! Bejīta ikari no totsuzenhen’i!?" (よくもオレのブルマを! ベジータ怒りの突然変異!?)                                   | 23 tháng 8 năm 2015  | 28 tháng 7 năm 2020       |
| 8  | "Goku xuất hiện! Cơ hội cuối cùng từ Ngài Beerus!" "Gokū kenzan! Birusu-sama kara no rasuto chansu!?" (悟空見参! ビルス様からのラストチャンス!?)                                                      | 30 tháng 8 năm 2015  | 29 tháng 7 năm 2020       |
| 9  | "Đúng như Thần Beerus đã nói! Siêu Thần Saiyan cuối cùng cũng đã xuất hiện!" "O matase, Birusu-sama. Tsuini Sūpā Saiya-jin Goddo tanjō!" (お待たせ, ビルス様. ついに超サイヤ人ゴッド誕生!)            | 6 tháng 9 năm 2015   | 30 tháng 7 năm 2020       |
| 10 | "Goku thể hiện đi! Sức mạnh của Siêu Thần Saiyan!" "Misero Gokū! Sūpā Saiya-jin Goddo no pawā!!" (見せろ悟空! 超サイヤ人ゴッドの力!!)                                                                 | 13 tháng 9 năm 2015  | 31 tháng 7 năm 2020       |
| 11 | "Tiếp tục nào Thần Beerus! Trận siêu đại chiến của các vị Thần!" "Tsudukeyō ze Birusu-sama! Kami to kami no tatakai o!" (続けようぜビルス様! 神と神の戦いを!)                                         | 20 tháng 9 năm 2015  | 3 tháng 8 năm 2020        |
| 12 | "Vũ trụ có hủy diệt không!? Trận chiến của Thần hủy diệt với Siêu Thần Saiyan!" "Uchū ga kudakeru!? Gekitotsu! Haikaishin tai Sūpā Saiya-jin Goddo!" (宇宙が砕ける!? 激突! 破壊神VS超サイヤ人ゴッド!) | 27 tháng 9 năm 2015  | 4 tháng 8 năm 2020        |
| 13 | "Son Goku! Vượt qua giới hạn của Siêu Thần Saiyan!" "Gokū yo, Sūpā Saiya-jin Goddo o koete ike!" (悟空よ, 超サイヤ人ゴッドを越えて行け!)                                                              | 4 tháng 10 năm 2015  | 5 tháng 8 năm 2020        |
| 14 | "Đây là sức mạnh của ta! Trận chiến của các vị Thần kết thúc!" "Kore ga ora no arittake no chikarada! Ketchaku! Kami to kami" (これがオラのありったけの力だ! 決着! 神と神)                            | 11 tháng 10 năm 2015 | 6 tháng 8 năm 2020        |
| 15 | "Người hùng Satan, điều kỳ diệu xảy ra! Bức thư khiêu chiến từ vũ trụ!" "Yūsha Satan yo kiseki o okose! Uchū kara no chōsenjō!!" (勇者サタンよ奇跡を起こせ! 宇宙からの挑戦状!!)                       | 18 tháng 10 năm 2015 | 7 tháng 8 năm 2020        |
| 16 | "Vegeta đi làm học việc!? Chinh phục Whis!" "Bejīta ga deshi’iri!? Uisu o kōryakuse yo!" (ベジータが弟子入り!? ウイスを攻略せよ!)                                                                     | 25 tháng 10 năm 2015 | 10 tháng 8 năm 2020       |
| 17 | "Pan ra đời! Chuyến đi luyện tập của Goku!" "Pan tanjō! Soshite Gokū wa shugyō no tabi he!?" (パン誕生! そして悟空は修行の旅へ!?)                                                                     | 1 tháng 11 năm 2015  | 11 tháng 8 năm 2020       |

### Mùa 2: Cuộc báo thù của Frieza(18-27)
| #  | Tên tập phim | Ngày phát sóng gốc   | Ngày phát sóng tiếng Việt |
| -- | --- | -------------------- | ------------------------- |
| 18 | "Mình đã đến rồi! Bắt đầu tập luyện trên hành tinh của Thần Beerus!" "Ora mo kita zo! Birusu-sei de shugyō kaishi da!" (オラも来たゾ! ビルス星で修行開始だ!)                                | 8 tháng 11 năm 2015  | 12 tháng 8 năm 2020       |
| 19 | "Tuyệt vọng một lần nữa! Chúa tể của cái ác - Frieza phục sinh!" "Zetsubō futatabi! Aku no teiō Furīza no fukkatsu!" (絶望ふたたび! 悪の帝王フリーザの復活!)                                | 15 tháng 11 năm 2015 | 13 tháng 8 năm 2020       |
| 20 | "Lời cảnh báo của Jaco! Frieza và 1000 tên lính đang đến!" "Jako kara no keikoku! Semari kuru Furīza to 1000-ri no heishi-tachi!" (ジャコからの警告! 迫り来るフリーザと1000人の兵士達!)     | 22 tháng 11 năm 2015 | 14 tháng 8 năm 2020       |
| 21 | "Cuộc trả thù bắt đầu! Gohan chạm trán với binh đoàn Frieza!" "Fukushū no hajimari! Furīza-gun no akuiga satoshi Gohan outsu!" (復讐のはじまり! フリーザ軍の悪意が悟飯を撃つ!)              | 29 tháng 11 năm 2015 | 17 tháng 8 năm 2020       |
| 22 | "Hoán đổi! Sự hồi sinh bất ngờ! Tên hắn là Ginyu!" "Chēnji! Masaka no fukkatsu! Sono na wa Ginyū!!" (チェーンジ! まさかの復活! その名はギ二ュー!!)                                          | 6 tháng 12 năm 2015  | 18 tháng 8 năm 2020       |
| 23 | "Trái đất và Gohan đang gặp nguy hiểm! Hãy trở về nhanh lên, Son Goku!" "Chikyū ga! Gohan ga! Zettaizetsumei! Hayaku kite kure Son Gokū!!" (地球が! 悟飯が! 絶体絶命! 早く来てくれ孫悟空!!) | 13 tháng 12 năm 2015 | 19 tháng 8 năm 2020       |
| 24 | "Cuộc chiến của Frieza với Goku! Đây là thành quả tập luyện của ta!" "Gekitotsu! Furīza VS Son Gokū. Kore ga ora no shugyō no seikada!" (激突! フリーザVS孫悟空. これがオラの修行の成果だ!) | 20 tháng 12 năm 2015 | 20 tháng 8 năm 2020       |
| 25 | "Trận chiến toàn lực! Cuộc báo thù của Kim Thân Frieza!" "Zenkai Batoru! Fukushū no Gōruden Furīza" (全開バトル! 復讐のゴールデンフリーザ)                                                  | 27 tháng 12 năm 2015 | 21 tháng 8 năm 2020       |
| 26 | "Đã nhìn thấy cơ hội chiến thắng! Sự phản công của Son Goku!" "Dai pinchi ni shōki ga mieta! Hangeki kaishida Son Gokū!" (大ピンチに勝機が見えた! 反撃開始だ孫悟空!)                        | 10 tháng 1 năm 2016  | 24 tháng 8 năm 2020       |
| 27 | "Trái Đất nổ tung!? Đòn Kamehameha quyết định!" "Chikyū bakuhatsu!? Ketchaku no kamehameha" (地球爆発!? 決着のかめはめ波)                                                                   | 17 tháng 1 năm 2016  | 25 tháng 8 năm 2020       |

### Mùa 3: Giải đấu võ thuật giữa Vũ Trụ 6 và Vũ Trụ 7 (28-46)
| #  | Tên tập phim | Ngày phát sóng gốc  | Ngày phát sóng tiếng Việt |
| -- | --- | ------------------- | ------------------------- |
| 28 | "Thần hủy diệt của vũ trụ thứ 6! Ông ta tên là Champa!" "Dai-Roku Uchū no hakaishin - Sono na wa Shanpa" (第6宇宙の破壊神 その名はシャンパ)                                                                                | 24 tháng 1 năm 2016 | 26 tháng 8 năm 2020       |
| 29 | "Cuộc chiến được quyết định! Có một người mạnh hơn cả Goku!" "Kakutō shiai kaisai kettei! Shushō wa Gokū yori tsuyoi yatsu" (格闘試合開催決定! 主将は悟空より強いヤツ)                                                     | 31 tháng 1 năm 2016 | 27 tháng 8 năm 2020       |
| 30 | "Tập luyện cho Đại hội võ thuật! Hai thành viên còn lại sẽ là ai?!" ""Kakutō shiai" e no o sarai - Nokori futari no menbā wa dareda!?" (『格闘』試合へのおさらい 残り二人のメンバーは誰だ!?)                               | 7 tháng 2 năm 2016  | 28 tháng 8 năm 2020       |
| 31 | "Đến gặp Ngài Zuno! Viên ngọc rồng siêu cấp cuối cùng đang ở đâu?!" "Zunō-sama no moto e! Sūpā Doragon Bōru no arika o kikidase!" (ズノー様のもとへ! 超ドラゴンボールのありかを聞き出せ!)                                  | 14 tháng 2 năm 2016 | 31 tháng 8 năm 2020       |
| 32 | "Trận đấu bắt đầu! Mọi người cùng đến hành tinh "Không Có Gì"!" "Shiaikaishi da! Min’na de "Namae no nai hoshi" e!" (試合開始だ! みんなで『名前の無い星』へ!)                                                              | 21 tháng 2 năm 2016 | 1 tháng 9 năm 2020        |
| 33 | "Vũ trụ thứ 6 kinh ngạc! Đây là Siêu Saiyan Son Goku!" "Odoroke Dai-Roku Uchū yo! Kore ga Sūpā Saiya-jin ・ Son Gokū da!" (驚け第6宇宙よ! これが超サイヤ人・孫悟空だ!)                                                     | 28 tháng 2 năm 2016 | 2 tháng 9 năm 2020        |
| 34 | "Piccolo với Frost! Đặt hết niềm tin vào Ma Quán Quang Sát Pháo!" "Pikkoro VS Furosuto! Makankōsappō ni subete o kakero!" (ピッコロVSフロスト! 魔貫光殺砲にすべてをかけろ!)                                                | 6 tháng 3 năm 2016  | 3 tháng 9 năm 2020        |
| 35 | "Tức giận chuyển thành sức mạnh! Trận chiến toàn lực của Vegeta!" "Ikari o chikara ni kaero! Bejīta no zenkai batoru" (怒りを力に変えろ! ベジータの全開バトル)                                                             | 20 tháng 3 năm 2016 | 4 tháng 9 năm 2020        |
| 36 | "Khó khăn không ngờ tới! Cơn thịnh nộ của Vegeta bùng nổ!" "Masaka no dai kusen!? Bejīta ikari no dai bakuhatsu!" (まさかの大苦戦! ベジータ怒りの大爆発!)                                                                  | 27 tháng 3 năm 2016 | 7 tháng 9 năm 2020        |
| 37 | "Đừng bao giờ quên niềm kiêu hãnh của người Saiyan! Vegeta với Saiyan của vũ trụ thứ 6!" "Saiyajin no hokori o wasureruna! Bejīta VS Dai-Roku Uchū no saiyajin" (サイヤ人の誇りを忘れるな! ベジータVS第6宇宙のサイヤ人)    | 3 tháng 4 năm 2016  | 8 tháng 9 năm 2020        |
| 38 | "Chiến binh mạnh nhất của vũ trụ thứ 6! Sự xuất hiện của sát thủ Hit!" "Dai-Roku Uchū saikyō no senshi! Koroshi ya Hitto kenzan!!" (第6宇宙最強の戦士! 殺し屋ヒット見参!!)                                                 | 10 tháng 4 năm 2016 | 9 tháng 9 năm 2020        |
| 39 | "Đòn phản công "Bước nhảy thời gian" hoàn hảo? Nó sẽ xuất hiện chứ? Kỹ năng mới của Goku!" "Seichōshita "toki tobashi" no hangeki!? Deru ka!? Gokū no aratana waza!" (成長した"時とばし"の反撃!? 出るか!? 悟空の新たな技!) | 17 tháng 4 năm 2016 | 10 tháng 9 năm 2020       |
| 40 | "Thời khắc quyết định! Người chiến thắng là Ngài Beerus hay Ngài Champa?" "Tsuini ketchaku! Shōsha wa Birusu? Soretomo Shanpa?" (ついに決着! 勝者はビルス? それともシャンパ?)                                              | 24 tháng 4 năm 2016 | 11 tháng 9 năm 2020       |
| 41 | "Rồng Thần xuất hiện! Hãy thực hiện điều ước của chúng tôi! (Chonmage!)" "Ide deyo kami no ryū - soshite negai o kanaete chonmage!" (出でよ神の龍 - そして願いを叶えてちょんまげ!)                                         | 1 tháng 5 năm 2016  | 14 tháng 9 năm 2020       |
| 42 | "Bữa tiệc mừng chiến thắng! Cuộc chiến cuối cùng? Monaka với Son Goku!" "Haran no shukushō kai! Tsuini taiketsu!? Monaka tai Son Gokū" (波乱の祝勝会! 遂に対決!? モナカVS孫悟空)                                           | 8 tháng 5 năm 2016  | 15 tháng 9 năm 2020       |
| 43 | "Năng lượng của Goku vượt ngoài tầm kiểm soát! Chăm sóc Pan thật khổ sở" "Gokū no "Ki" ga seigyo funō!? Pan no osewa de shikuhakku" (悟空の『気』が制御不能!? パンのお世話で四苦八苦)                                      | 15 tháng 5 năm 2016 | 16 tháng 9 năm 2020       |
| 44 | "Hành tinh Potaufeu bị niêm phong! Bí mật về "Siêu Thần Thủy"!" "Potofu sei no fūin toki hanatareta - "Chōjin sui" no himitsu" (ポトフ星の封印解き放たれた - "超人水"の秘密)                                               | 22 tháng 5 năm 2016 | 17 tháng 9 năm 2020       |
| 45 | "Vegeta biến mất? Sức mạnh của Vegeta nhân bản!" "Bejīta ga kieru!? Fukusei bejīta no kyōi!" (ベジータが消える!? 複製ベジータの脅威!)                                                                                      | 29 tháng 5 năm 2016 | 18 tháng 9 năm 2020       |
| 46 | "Goku với Vegeta nhân bản! Trong hai người ai sẽ chiến thắng đây?" "Gokū tai fukusei Bejīta! Katsu no wa dotchida!?" (悟空VS複製ベジータ! 勝つのはどっちだ!?)                                                              | 5 tháng 6 năm 2016  | 21 tháng 9 năm 2020       |

### Mùa 4: Sự tấn công của một kẻ thù hắc ám mới: Black Goku - Future Trunks & Zamasu Saga (47-76)
| #  | Tên tập phim | Ngày phát sóng gốc   | Ngày phát sóng tiếng Việt |
| -- | --- | -------------------- | ------------------------- |
| 47 | "Lời cầu cứu từ tương lai! Một kẻ thù hắc ám mới lại xuất hiện!" "Mirai kara no esuōesu! Kuroki arata na teki arawaru!" (未来からのSOS! 黒き新たな敵現る!)                                                      | 12 tháng 6 năm 2016  | 22 tháng 9 năm 2020       |
| 48 | "Hy vọng! Một lần nữa! Trunks tỉnh lại ở hiện tại!" "Kibō!! Futatabi - Imade mezame yo Torankusu" (HOPE!! 再び - 現在で目覚めよトランクス)                                                                      | 19 tháng 6 năm 2016  | 23 tháng 9 năm 2020       |
| 49 | "Lời nhắn từ tương lai! Goku Black tấn công!" "Mirai kara no messēji - Gokū Burakku shūrai!" (未来からのメッセージ ゴクウブラック襲来!)                                                                         | 26 tháng 6 năm 2016  | 24 tháng 9 năm 2020       |
| 50 | "Goku với Black! Con đường dẫn đến tương lai đã bị đóng." "Gokū VS Burakku! Tozasareta mirai e no michi" (悟空VSブラック! 閉ざされた未来への道)                                                                 | 3 tháng 7 năm 2016   | 25 tháng 9 năm 2020       |
| 51 | "Cảm xúc vượt thời gian! Trunks và Mai!" "Toki o koeta omoi - Torankusu to Mai" (時をこえた想い - トランクスとマイ)                                                                                             | 10 tháng 7 năm 2016  | 28 tháng 9 năm 2020       |
| 52 | "Thầy trò tái hợp! Son Gohan và Trunks tương lai!" "Shitei saikai - Son Gohan to "Mirai" Torankusu" (師弟再会 - 孫悟飯と未来トランクス)                                                                         | 17 tháng 7 năm 2016  | 29 tháng 9 năm 2020       |
| 53 | "Khám phá thân phận thật sự của Black! Đi đến thế giới của Thần Sáng Tạo ở vũ trụ thứ 10!" "Burakku no shōtai o abake! Iza dai 10 uchū no kaiōshin kai e!" (ブラックの正体を暴け! いざ第10宇宙の界王神界へ!)    | 31 tháng 7 năm 2016  | 30 tháng 9 năm 2020       |
| 54 | "Thừa hưởng dòng máu Saiyan! Quyết tâm của Trunks!" "Saiyajin no chiohikumono - Torankusu no ketsui" (サイヤ人の血をひく者 - トランクスの決意)                                                                  | 7 tháng 8 năm 2016   | 1 tháng 10 năm 2020       |
| 55 | "Ta muốn gặp Son Goku! Lời mời của Ngài Zeno!" "Son Gokū ni aitai no ne - Zenō-sama kara no yobidashi!" (孫悟空に会いたいのね - 全王様からのよびだし!)                                                          | 21 tháng 8 năm 2016  | 2 tháng 10 năm 2020       |
| 56 | "Cuộc chiến với Black Goku! Sự xuất hiện của Siêu Saiyan Hoa Hồng!" "Saisen Gokū Burakku! Sūpā Saiya-jin Roze tōjō!!" (再戦ゴクウブラック! 超サイヤ人ロゼ登場!!)                                                | 28 tháng 8 năm 2016  | 5 tháng 10 năm 2020       |
| 57 | "Vị Thần sở hữu cơ thể bất tử! Zamasu xuất hiện!" "Fujimi no karada o motsu kami - Zamasu kōrin" (不死身の体を持つ神 - ザマス降臨)                                                                              | 4 tháng 9 năm 2016   | 6 tháng 10 năm 2020       |
| 58 | "Zamasu và Black! Bí ẩn về cả hai ngày càng tăng!" "Zamasu to Burakku - Fukamaru futari no nazo" (ザマスとブラック - 深まる二人の謎)                                                                            | 11 tháng 9 năm 2016  | 7 tháng 10 năm 2020       |
| 59 | "Bảo vệ Thần Sáng Tạo Gowasu! Loại trừ Zamasu!" "Kaiōshin Gowasu o mamore - Zamasu o hakai seyo!" (界王神ゴワスを守れ ザマスを破壊せよ!)                                                                        | 25 tháng 9 năm 2016  | 8 tháng 10 năm 2020       |
| 60 | "Quay lại tương lai! Danh tính thật sự của Black!" "Futatabi mirai e - Akasareru Gokū Burakku no shōtai!!" (再び未来へ 明かされるゴクウブラックの正体!!)                                                        | 2 tháng 10 năm 2016  | 9 tháng 10 năm 2020       |
| 61 | "Tham vọng của Zamasu! Kế hoạch khủng khiếp: "Vô Nhân"!!" "Zamasu no yabō - Katarareru kyōfu no "Ningen 0 keikaku"" (ザマスの野望 語られる恐怖の『人間0計画』)                                                  | 9 tháng 10 năm 2016  | 12 tháng 10 năm 2020      |
| 62 | "Tôi sẽ bảo vệ thế giới này! Cơn thịnh nộ của Trunks bùng phát!!" "Sekai wa ore ga mamoru! Torankusu ikari no sūpā pawā sakuretsu!!" (世界はオレが守る! トランクス怒りの超 (スーパー)パワー炸裂!!)              | 16 tháng 10 năm 2016 | 13 tháng 10 năm 2020      |
| 63 | "Không được xúc phạm danh dự của người Saiyan! Trận đấu khốc liệt của Vegeta bắt đầu!!" "Saiya-jin no saibō o kegasu na! Bejīta no sōzetsu batoru kaien!!" (サイヤ人の細胞を汚すな! ベジータの壮絶バトル開演!!) | 23 tháng 10 năm 2016 | 14 tháng 10 năm 2020      |
| 64 | "Hãy kính trọng và ca tụng ta! Sự xuất hiện của Zamasu hợp thể!!" "Agameyo! Tataeyo! Gattai Zamasu bakutan!!" (崇めよ! 讃えよ! 合体ザマス爆誕!!)                                                                | 30 tháng 10 năm 2016 | 15 tháng 10 năm 2020      |
| 65 | "Sự phán quyết cuối cùng!? Sức mạnh tối thượng của vị Thần tối cao!" "Saigo no shipan ka!? Zettai shin no kyūkyoku no pawā" (最後の審判か!? 絶対神の究極の力 (パワー))                                          | 6 tháng 11 năm 2016  | 16 tháng 10 năm 2020      |
| 66 | "Trận quyết định! Sức mạnh nhiệm màu của chiến binh bất khuất!" "Kessen! Akiramenai senshi-tachi no kiseki no pawā!" (決戦! あきらめない戦士たちの奇跡の力 (パワー)!)                                           | 13 tháng 11 năm 2016 | 19 tháng 10 năm 2020      |
| 67 | "Niềm hy vọng mới! Mãi trong tim ta - Vĩnh biệt Trunks!" "Aratana kibō!! O mune ni - saraba Torankusu" (新たなHOPE (きぼう)!! を胸に さらばトランクス)                                                          | 20 tháng 11 năm 2016 | 20 tháng 10 năm 2020      |
| 68 | "Hiện ra nào Rồng Thần! Điều ước của ai sẽ được thực hiện?!" "Ideyo Shenlong! Kanaeru negai wa dare no mono!?" (いでよ神龍 (シェンロン)! 叶える願いは誰のもの!?)                                                | 27 tháng 11 năm 2016 |                           |
| 69 | "Goku VS Arale! Trận chiến lố bịch sẽ kết thúc Trái Đất!?" "Gokū VS Arare! Hachamechabatoru de Chikyū ga owaru!?" (悟空VSアラレ! ハチャメチャバトルで地球が終わる!?)                                            | 4 tháng 12 năm 2016  |                           |
| 70 | "Thử thách của Champa! Lần này chúng ta sẽ chơi bóng chày!!" "Shanpa kara no chōsen-jō! Kondo wa yakyū de shōbuda!!" (シャンパからの挑戦状! 今度は野球で勝負だ!!)                                               | 11 tháng 12 năm 2016 |                           |
| 71 | "Cái chết của Goku! Nhiệm vụ ám sát phải được thực hiện!" "Gokū shisu! Zettai shikkō no ansatsu ninrai!" (悟空死す! 絶対執行の暗殺任頼)                                                                         | 18 tháng 12 năm 2016 |                           |
| 72 | "Sẽ có một đòn phản công!? Cú đánh chết chóc không thể nhìn thấy!!" "Hangeki naruka!? Mienai koroshi no waza!!" (反撃なるか!? 見えない殺しの技!!)                                                               | 25 tháng 12 năm 2016 |                           |
| 73 | "Gohan xui xẻo! Bộ phim Great Saiyaman tuyệt hơn cả mong đợi!?" "Gohan no sainan! Gurētosaiyaman masakano eiga ka!?" (悟飯の災難! グレートサイヤマンまさかの映画化!?)                                           | 8 tháng 1 năm 2017   |                           |
| 74 | "Vì những điều anh ấy yêu! Great Saiyaman bất bại!" "Aisuru mono no tame ni! Fukutsu no Gurēto Saiyaman!!" (愛するもののために! 不屈のグレートサイヤマン!!)                                                     | 15 tháng 1 năm 2017  |                           |
| 75 | "Goku và Krillin! Quay lại với nơi luyện tập xưa!" "Gokū to Kuririn - Natsukashi no shugyō no ba e" (悟空とクリリン 懐かしの修行の場へ)                                                                         | 22 tháng 1 năm 2017  |                           |
| 76 | "Đánh bại kẻ thù của sợ hãi! Tinh thần chiến đấu của Krillin trở lại!" "Kowa teki o uchiyabure! Kuririn no tōshi futatabi!" (恐敵を打ち破れ! クリリンの闘志ふたたび!)                                           | 29 tháng 1 năm 2017  |                           |

### Mùa 5: Giải Đấu Sức Mạnh (77-131)
| #   | Tên tập phim | Ngày phát sóng gốc   |
| --- | --- | -------------------- |
| 77  | "Cùng làm thôi, Zeno-sama! Đại Hội Võ Thuật tất cả Vũ Trụ!!" "Yarou ze Zenō-sama! Uchū ichi Budō-kai!!" (やろうぜ全王様! 宇宙一武道会!!)                                                                            | 5 tháng 2 năm 2017   |
| 78  | "Các vị thần trong Vũ Trụ đều sốc?! Kẻ thua cuộc sẽ bị xóa sổ trong giải đấu!" "Zen uchū no kami-sama mo don hiki!? Maketara shōmetsu "Chikara no taikai"" (全宇宙の神様もドン引き!? 負けたら消滅「力の大会」)      | 12 tháng 2 năm 2017  |
| 79  | "Vũ Trụ thứ 9: Basil Thủ Cước - Vũ Trụ thứ 7: Majin Buu!!" "Dai kyu uchū keri no Bajiru basasu Dai nana uchū Majinbū!!" (第9宇宙蹴りのバジルVS第7宇宙魔人ブウ!!)                                                    | 19 tháng 2 năm 2017  |
| 80  | "Đánh thức tinh thần chiến đấu đi! Trận đấu của Son Gohan!!" "Nemutta tōshi o yobisamase! Son Gohan no tatakai!!" (眠った闘志を呼び覚ませ! 孫悟飯の闘い!!)                                                          | 26 tháng 2 năm 2017  |
| 81  | "Bergamo Kẻ Nghiền Nát VS Son Goku! Ai có sức mạnh vô hạn?!" "Tsubushi no Berugamo VS Son Gokū! Aotenjō no tsuyosa wa dotchida! ?" (潰しのベルガモVS孫悟空! 青天井の強さはどっちだ!?)                               | 5 tháng 3 năm 2017   |
| 82  | "Không thể tha thứ Son Goku! Sự can thiệp của chiến binh công lý Toppo!!" "Son Gokū yurusumaji! Seigi no senshi Toppo ran'nyū!!!" (孫悟空許すまじ! 正義の戦士トッポ乱入!!)                                          | 19 tháng 3 năm 2017  |
| 83  | "Cùng lập team cho Vũ Trụ thứ 7! Mười chiến binh mạnh nhất là ai!?" "Dai-7 uchū daihyō chīmu o kessei seyo! Saikyō no 10-ri wa dareda?" (第7宇宙代表チームを結成せよ! 最強の10人は誰だ!?)                           | 26 tháng 3 năm 2017  |
| 84  | "Người chiêu mộ Son Goku - Krillin và Số 18 được mời" "Sukautoman Son Gokū - Kuririn to 18-gō o izanau" (スカウトマン孫悟空 クリリンと18号を誘う)                                                                   | 2 tháng 4 năm 2017   |
| 85  | "Các vũ trụ bắt đầu hành động - Những động cơ riêng của bọn họ" "Ugokidasu uchū - sorezore no omowaku" (動き出す宇宙 - それぞれの思惑)                                                                              | 9 tháng 4 năm 2017   |
| 86  | "Lần đầu giao chiến! Người máy sinh học Số 17 VS Son Goku!!" "Hajimete majiwaru kobushi! Jinzōningen Jūnana-gō VS Son Gokū!!" (初めて交わる拳! 人造人間17号VS孫悟空!!)                                              | 16 tháng 4 năm 2017  |
| 87  | "Đuổi theo bọn săn trộm! Sự hợp tác giữa Goku và Số 17!!" "Mitsuryō-dan o kare! Gokū to Jūnana-gō no kyōtō!!" (密漁団を狩れ! 悟空と１７号の共闘!!)                                                                  | 23 tháng 4 năm 2017  |
| 88  | "Gohan và Piccolo! Những bài tập cực hạn của thầy và trò!" "Gohan to Pikkoro Shitei gekitotsu no Genkai shugyō!" (悟飯とピッコロ 師弟激突の限界修業！)                                                              | 30 tháng 4 năm 2017  |
| 89  | "Người đẹp kì lạ xuất hiện! Sự huyền bí của võ đường Tiensinh-Ryu?!" "Arawareta nazo no bijo! Tenshin-ryū Dōjō no kai!?" (現れた謎の美女! 天津流道場の怪!?)                                                         | 7 tháng 5 năm 2017   |
| 90  | "Vượt qua giới hạn! Goku VS Gohan!" "Koerubeki kabe o misuete! Gokū bāsasu Gohan" (超えるべき壁を見据えて! 悟空VS悟飯)                                                                                              | 14 tháng 5 năm 2017  |
| 91  | "Vũ Trụ nào sẽ sống sót?! Các chiến binh mạnh nhất tập hợp!!" "Kachinokoru no wa dono Uchū da!? Zokuzoku to tsudou Saikyō no senshi-tachi!!" (勝ち残るのはどの宇宙だ!? 続々と集う最強の戦士たち!!)                  | 21 tháng 5 năm 2017  |
| 92  | "Trường hợp khẩn cấp! Không đủ 10 thành viên!!" "Kinkyū jitai hassei! Sorowanai jū nin no menbā!!" (緊急事態発生! そろわない10人のメンバー!!)                                                                       | 28 tháng 5 năm 2017  |
| 93  | "Ngươi chính là chiến binh thứ 10! Goku tới gặp Frieza!" "Jū ninme no senshi wa omē da! Gokū Furīza no moto e!!" (10人目の戦士はおめえだ! 悟空 フリーザのもとへ!!)                                                  | 4 tháng 6 năm 2017   |
| 94  | "Hoàng đế độc ác trở lại! Sự chào đón của kẻ ám sát bí ẩn?!" "Aku no Teiō fukkatsu! Demukaeru Nazo no Shikaku-tachi!?" (悪の帝王復活! 出迎える謎の刺客たち!?)                                                       | 11 tháng 6 năm 2017  |
| 95  | "Tệ nhất! Độc ác nhất! Sự điên cuồng của Frieza!!" "Saikyō! Saiaku! Furīza Ōabare!!" (最凶! 最悪! フリーザ大暴れ!!)                                                                                                 | 18 tháng 6 năm 2017  |
| 96  | "Đến lúc rồi! Tiến đến Thế giới Hư Không vì vận mệnh của Vũ Trụ!!" "Toki wa kita! Uchū no Meiun o kake Mu no Kai e!!" (時はきた! 宇宙の命運をかけ無の界へ!!)                                                        | 25 tháng 6 năm 2017  |
| 97  | "Sống sót! Cuối cùng, Giải Đấu Sức Mạnh bắt đầu!!" "Ikinokore! Tsui ni kaimaku Chikara no Taikai!!" (生き残れ! ついに開幕「力の大会」!!)                                                                            | 2 tháng 7 năm 2017   |
| 98  | "A, thật lưỡng lự! Một vũ trụ đang tuyệt vọng!!" "Ā mujou! Zetsubō suru Uchū!!" (あぁ無常! 絶望する宇宙!!) | 9 tháng 7 năm 2017   |
| 99  | "Thể hiện đi! Sức mạnh thật sự của Krillin!!" "Misetsukero! Kuririn no sokojikara!!" (見せつけろ! クリリンの底力!!)                                                                                                 | 16 tháng 7 năm 2017  |
| 100 | "Ngoài tầm kiểm soát! Kẻ hung bạo điên khùng thức tỉnh!!" "Daibōsō! Mezame araburu Kyōsenshi!!" (大暴走! 目覚め荒ぶる狂戦士!!)                                                                                      | 23 tháng 7 năm 2017  |
| 101 | "Sự nguy hiểm của các chiến binh công lý! Pride Troopers!!" "Semari kuru seigi no senshi! Puraido Torūpāsu!!" (迫りくる正義の戦士！プライド・トルーパス！！)                                                        | 30 tháng 7 năm 2017  |
| 102 | "Sức mạnh của tình yêu bùng nổ!? Những chiến binh phù thủy của Vũ Trụ 2!!" "Ai no chikara ga dai bakuhatsu!? dai ni uchu majo-kko senshi!!" (愛の力が大爆発！？ 第２宇宙の魔女っ子戦士！！)                         | 6 tháng 8 năm 2017   |
| 103 | "Gohan, bất dung thứ! Trận chiến quyết định với Vũ Trụ 10!!" "Gohan yo hijōnare! Dai ju uchu to no kessen!!" (悟飯よ非情なれ！第10宇宙との決戦!!)                                                                   | 13 tháng 8 năm 2017  |
| 104 | "Trận chiến với tốc độ tối thượng bắt đầu! Goku và Hit tham gia!!" "Chōzetsu kōsoku batoru boppatsu! Gokū to hitto no kyōdō sensen!!" (超絶光速バトル勃発! 悟空とヒットの共同戦線!!)                                | 20 tháng 8 năm 2017  |
| 105 | "Trận chiến vô vọng! Quy Lão Tiên Sinh đốt cháy sinh mạng!!" "Funsen! Mutenroshi inochi o Moyasu!!" (奮戦！ 武天老師命を燃やす！！)                                                                                 | 27 tháng 8 năm 2017  |
| 106 | "Tìm ra ngay! Trận chiến sinh tử với kẻ thù vô hình!!" "Mikiwamero! Sugata naki atakkā to no shitō!!" (見極めろ！ 姿なきアタッカーとの死闘!!)                                                                       | 3 tháng 9 năm 2017   |
| 107 | "Kế hoạch báo thù của "F"! Một cái bẫy quỷ quyệt!?" "Fukushū no Efu! Shikakerareta Kōkatsu na Wana!?" (復讐の「F」！ しかけられた狡猾な罠！？)                                                                      | 17 tháng 9 năm 2017  |
| 108 | "Frieza và Frost! Cái ác hợp lực!?" "Furīza to Furosuto! Majiwaru Akui!?" (フリーザとフロスト！交わる悪意！？) | 24 tháng 9 năm 2017  |
| 109 | "Kẻ thù tối thượng tiếp cận Goku! Ngay lúc này, thả ra! Đòn Nguyên Khí Cầu chí mạng!!" "Goku ni Semaru Saikyo no Teki! Ima Koso Hanate! Hisassu no Genki-Dama!!" (悟空に迫る最強の敵！今こそ放て！必殺の元気玉！！) | 8 tháng 10 năm 2017  |
| 110 | "Tỉnh lại Son Goku! Cấp độ mới được đánh thức!!" "Son Gokū kakusei! Mezameshi mono no aratanaru gokui!!" (孫悟空覚醒！目覚めし者の新たなる極意！！)                                                                 | 8 tháng 10 năm 2017  |
| 111 | "Trận chiến đỉnh cao kỳ dị! Hit VS Jiren!!" "I jigen no kyokuchi batoru! Hitto basasu Jiren!!" (異次元の極致バトル! ヒットVSジレン!!)                                                                               | 15 tháng 10 năm 2017 |
| 112 | "Lời thề của Saiyan! Quyết định của Vegeta!!" "Saiya-jin no chikai! Bejīta no kakugo!!" (サイヤ人の誓い！ ベジータの覚悟！！)                                                                                       | 22 tháng 10 năm 2017 |
| 113 | "Thật phấn khích! Trận tái đấu của những Saiyan cuồng chiến!!" "Kiki to Shite! Sentō-kyō Saiya-jin Batoru Futatabi!!" (嬉々として! 戦闘狂サイヤ人バトル再び!!)                                                      | 29 tháng 10 năm 2017 |
| 114 | "Khát vọng đáng sợ! Sự ra đời của một siêu chiến binh mới!!" "Kiki semaru! Aratana chō sen-shi no bakutan!!" (鬼気せまる! 新たな超戦士の爆誕!!)                                                                     | 5 tháng 11 năm 2017  |
| 115 | "Goku VS Kefla! Super Saiyan Blue bị đánh bại?!" "Gokū vāsasu Kefura! Sūpāsaiya-jin Burū Yabureru!?" (悟空VSケフラ! 超サイヤ人ブルー敗れる!?)                                                                       | 12 tháng 11 năm 2017 |
| 116 | "Báo hiệu sự trở lại! Sự bùng nổ của Bản Năng Vô Cực!!" "Gyakuten no kizashi! Migatte no gokui ga dai bakuhatsu!!" (逆転の兆し！ 身勝手の極意が大爆発！！)                                                          | 19 tháng 11 năm 2017 |
| 117 | "Trận quyết định của tình yêu! Người máy sinh học VS Vũ Trụ 2!!" "Ai no daikessen! Jinzōningen VS Dai ni uchū!!" (愛の大決戦！人造人間VS第２宇宙！！)                                                               | 26 tháng 11 năm 2017 |
| 118 | "Thảm kịch càng tăng lên - Sự biến mất của các vũ trụ..." "Kasokusuru Higeki Kieyuku Uchū..." (加速する悲劇消えゆく宇宙...)                                                                                         | 3 tháng 12 năm 2017  |
| 119 | "Không thể tránh được?! Cuộc tấn công tàng hình khủng khiếp!!" "Kaihi funō!? Suterusu kōgeki no mōi!!" (回避不能!? ステルス攻撃の猛威!!)                                                                            | 10 tháng 12 năm 2017 |
| 120 | "Chiến lược sinh tồn hoàn hảo! Mối đe dọa của sát thủ Vũ Trụ 3!!" "Kanpeki na Seizon Senryaku! Dai san Uchū Kyōi no Shikaku!!" (完璧なる生存戦略! 第３宇宙脅威の刺客!!)                                             | 17 tháng 12 năm 2017 |
| 121 | "Trận chiến tổng lực! Hợp thể tối hậu gấp 4 lần VS đòn tấn công toàn diện Vũ Trụ 7!!" "Sōryokusen! Kyūkoku no Yontai Gattai VS Dai nana Uchū Sōkōgeki!!" (総力戦！究極の4体合体VS第7宇宙総攻撃！！)                 | 24 tháng 12 năm 2017 |
| 122 | "Vì lòng tự hào! Vegeta thử thách trở thành người mạnh nhất!!" "Onore no Hokori wo Kakete! Bejīta Saikyō he no Chōsen!!" (己の誇りをかけて！ベジータ最強への挑戦！！)                                               | 7 tháng 1 năm 2018   |
| 123 | "Cơ thể và linh hồn, giải phóng toàn bộ sức mạnh! Goku và Vegeta!!" "Zenshin Zenrei Zenryoku Kaihō! Gokū to Bejīta!!" (全身全霊全力解放！悟空とベジータ！！)                                                        | 14 tháng 1 năm 2018  |
| 124 | "Công kích áp đảo và quyết liệt! Sự cố gắng cuối cùng của Gohan!!" "Shippū-Dotō no Mōshū! Gohan Haisui no Jin!!" (疾風怒涛の猛襲！悟飯背水の陣!!)                                                                   | 21 tháng 1 năm 2018  |
| 125 | "Sự hiện diện oai nghiêm! Thần hủy diệt Toppo giáng lâm!!" "Ifu-Dōdō! Hakaishin Toppo Kōrin!" (威風堂々! 破壊神トッポ降臨！！)                                                                                      | 28 tháng 1 năm 2018  |
| 126 | "Vượt qua cả Thần! Đòn tấn công liều lĩnh của Vegeta!!" "Kami wo mo Koero! Bejīta Sutemi no Ichigeki!!" (神をも超えろ！ベジータ捨て身の一撃！！)                                                                    | 4 tháng 2 năm 2018   |
| 127 | "Tiếp cận bức tường! Rào chắn cuối cùng của hi vọng!!" "Semari-kuru Shōheki! Kibō wo Takushita Saigo no Baria!!" (迫りくる障壁！希望を託した最後のバリア！！)                                                       | 11 tháng 2 năm 2018  |
| 128 | "Niềm kiêu hãnh đến phút chót! Vegeta thất bại!!" "Kedakai Hokori Saigo Made! Bejīta Chiru!!" (気高い誇り最後まで！ベジータ散る！！)                                                                                | 18 tháng 2 năm 2018  |
| 129 | "Siêu vượt qua giới hạn! Làm chủ Bản Năng Vô Cực!!" "Genkai Chōzetsu Toppa! Migatte no Gokui Kiwamaru!!" (限界超絶突破！身勝手の極意極まる！！)                                                                     | 4 tháng 3 năm 2018   |
| 130 | "Trận quyết định lớn nhất! Trận chiến sống còn cuối cùng!!" "Kūzenzetsugo no Chō Kessen! Kyūkyoku no Sabaibaru Batoru!!" (空前絶後の超決戦！究極のサバイバルバトル！！)                                             | 18 tháng 3 năm 2018  |
| 131 | "Đòn kết thúc ngoạn mục! Tạm biệt Goku, cho đến ngày chúng ta gặp lại!!" "Kiseki no ketchaku! Saraba Goku! Mataauhimade!!" (奇跡の決着! さらば悟空! また会う日まで!!)                                               | 25 tháng 3 năm 2018  |